# Economia de Niue
A expansão econômica de Niue é muito limitada, com um PIB de cerca de 7,6 milhões de dólares (estimativa 2000). Uma grande parte da economia é dado pelo governo de operações normais, ou de uma plantação de família. A moeda utilizada é o dólar neozelandês, sempre vem da Nova Zelândia, renda para a subsistência econômica da ilha. 
No entanto, em Agosto de 2005, com a empresa de mineraria australiana, o Yamarna GOLDFIELDS, Niue tem descoberto o maior depósito de urânio do mundo, e que tinha uma autorização para perfurar a ilha, para obter uma confirmação de um depósito geológico tão grande;  havia a necessidade do governo, em liberar uma permissão para converter a licença, em uma locação mineira de contrato. 
Ajuda externa, sobretudo da Nova Zelândia, têm sido, até agora, a entrada principal. O turismo no país é um dos principais rendimentos, enquanto que as atividades industriais são escassos. Há muitos emigrantes niueanos na Nova Zelândia (cerca de 20.000), que são uma parte significativa das receitas de Niue. 
As despesas do governo, além das receitas, com a subvenção da Nova Zelândia que subsidia os salários dos funcionários públicos. O governo consegue chegar à entrada, ainda mais limitado, a partir da liberação externa filatélicos colecionador. 
O governo apelou para a criação de um sistema de "banca offshore", mas esse projeto também foi abandonado sob pressão dos EUA. A economia de Niue ainda está sofrendo por causa do devastador ciclone tropical Heta, que o atingiu em 2004.

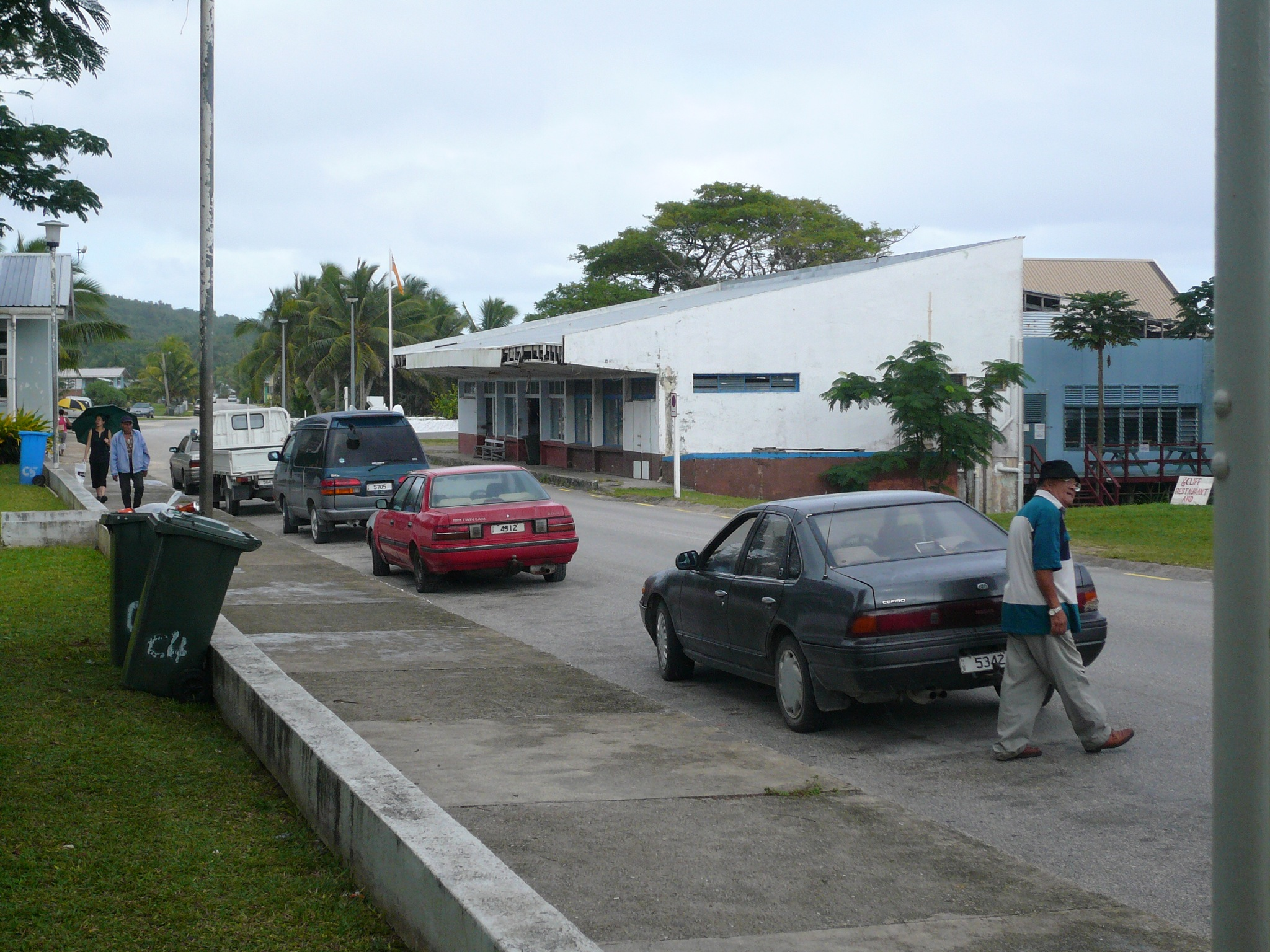
Alofi, the capital of Niue